# Dialetto greco-calabro
Il dialetto greco-calabro o grecanico o greko (γλώσσα γραίκα της Καλαβρία, glóssa graíca tis Kalavría) è un dialetto della lingua greca moderna parlato nella città metropolitana di Reggio, in Calabria.
È formalmente una lingua minoritaria appartenente alla minoranza linguistica greca d'Italia insieme alla Grecìa Salentina. Il numero di parlanti è incerto, ma si stima che vada dai 500 ai 2000.

## Storia
Tale lingua era parlata in tutta la Calabria meridionale fino al XV-XVI secolo, quando fu progressivamente sostituita dal dialetto romanzo, influenzato comunque dal grecanico nella grammatica e in molti vocaboli (nel XVIII secolo il dialetto calabrese aveva ancora moltissimi grecismi). Ancora in età angioina la lingua greca veniva usata in una vasta area, compresa tra Seminara, Taurianova, la valle del Mésima e l'altopiano del Poro, caratterizzata da dialetti, toponimi e forme folcloristiche. Un breve excursus storico consente di verificare la scomparsa progressiva del greco in varie aree calabresi, a partire dal Cinquecento.
Verso la metà del XVI secolo la lingua greca era stata eliminata nel bacino del Petrace, in particolare nell'alta valle del Duverso e del Tasi. Nel corso del secolo successivo il fenomeno regressivo interessò talune valli del versante occidentale dell'Aspromonte che incombono sullo Stretto di Messina, come ad esempio le fiumare di Catona e di Gallico.
Nel corso del XIX secolo la perdita dell'antico idioma interessava centri come Pentedattilo, Africo, Brancaleone, Motta San Giovanni, Montebello Ionico, San Lorenzo; aree del versante ionico dell'Aspromonte.

Nei primi decenni del XX secolo il fenomeno regressivo ha interessato i comuni di Palizzi, Staiti, Cardeto, Roccaforte del Greco, Amendolea e Condofuri.
Durante il periodo fascista le minoranze linguistiche, tra queste anche la comunità linguistica del Greco di Calabria, venivano osteggiate. È sintomatico di un clima così sfavorevole l'usanza, invalsa negli anni trenta, di apostrofare una persona con l'espressione proverbiale «mi sembri un greco», utilizzata con intenti offensivi. L'uso di altre lingue che non fossero l'italiano, dunque considerate dialetti, era considerato dagli stessi parlanti come simbolo di arretratezza e i maestri punivano quegli alunni che venivano sorpresi a parlare in classe un dialetto anziché l'Italiano.
Per molti anni gli ellenofoni di Calabria sono rimasti nell'oblio. Persino in Grecia si ignorava la loro esistenza. La rinascita dell'attenzione su tale fenomeno linguistico si deve al pionieristico lavoro del glottologo e filologo tedesco Gerhard Rohlfs, che contribuì molto alla salvaguardia della lingua. In suo onore la città di Bova ha allestito da ottobre 2012 una mostra multimediale dal titolo “Calabria contadina nelle immagini di Gerhard Rohlfs”, a cura di Antonio Panzarella.

## Classificazione
La lingua ha molti punti in comune col neogreco. Discussa è comunque la sua origine: alcuni sostengono che sia un dialetto derivato dal greco bizantino, mentre altri affermano che derivi dal greco parlato nella Magna Grecia dal quale si sarebbe evoluto indipendentemente dal greco ellenistico.
Ne è prova il fatto che è una lingua arcaica, che presenta parole che oggi in Grecia sono sconosciute o scomparse, e possiede nel suo vocabolario molte parole derivate dal greco dorico.
Resta comunque il concetto che il grecanico, diffuso nella provincia di Reggio Calabria, sia una parte peculiare dei dialetti ellenofoni parlati in Italia, probabilmente con una sua propria evoluzione, distintasi da quella greca molti secoli fa.
Rispetto al neogreco il greco di Calabria ha perso in molti casi la -s finale
| neogreco | Grecanico | italiano |
| -------- | --------- | -------- |
| gaidaros | gadaro    | asino    |

inoltre non conosce il futuro, la cui funzione è assolta dal presente indicativo.
Si scrive usando caratteri latini.

### Lingua
Il grecanico è inserito nella lista UNESCO delle lingue a rischio di estinzione, insieme al greco salentino. Euromosaic lo annovera tra le lingue minoritarie a rischio dell'Unione Europea.
Ethnologue lo menziona come greco moderno, anche se le due lingue presentano elementi di differenza e non necessariamente sono completamente intelligibili tra loro.
Questa forma di greco non ha avuto nel tempo sviluppi consistenti rimanendo sempre lingua quotidiana o di uso familiare, senza riuscire ad imporsi in altri usi come quelli amministrativi, ecclesiastici o letterari. Il greco di Calabria ha dunque le caratteristiche peculiari di una lingua anche se l'uso che se ne fa è quello di una lingua minoritaria.
Si potrebbe dire che, sull'esempio della secolare diglossia greca, il grecanico abbia rappresentato nient'altro che il greco demotico parlato dai calabresi.

## Fonologia

### Consonanti
| [ 16 ]        | Bilabiali | Labiodentali | Dentali | Alveolari | Postalveolari | Retroflesse | Palatali | Velari |
| ------------- | --------- | ------------ | ------- | --------- | ------------- | ----------- | -------- | ------ |
| Nasali        | m         |              | n       |           |               |             | ɲ        | (ŋ)    |
| Occlusive     | p b       |              | t       |           |               | ɖ           |          | k      |
| Affricate     |           |              |         | t͡s d͡z     | t͡ʃ d͡ʒ         |             |          |        |
| Fricative     |           | f v          | θ ð     |           | ʃ             |             |          | x ɣ    |
| Vibranti      |           |              |         | r         |               |             |          |        |
| Approssimanti |           |              |         | l         |               |             | j ʎ      |        |

### Vocali
| [ 16 ]     | Anteriori | Posteriori |
| ---------- | --------- | ---------- |
| Chiuse     | i         | u          |
| Semichiuse | e         | o          |
| Semiaperte | ɛ         | ɔ          |
| Aperte     | a         |            |

## Grammatica
La grammatica della lingua grecanica è molto semplificata rispetto al greco moderno.
- La costruzione della frase è identica all'italiano, e segue lo schema Soggetto - verbo - complemento oggetto, dovuta probabilmente a una sorta di "italianizzazione" subita dalla lingua.
- Allo stesso modo dell'italiano si possono costruire frasi composte da più espressioni concatenate da avverbi, ma i sostantivi si dividono in tre generi: Maschile - Femminile - Neutro;

Esistono gli articoli determinativi ed indeterminativi;
- I verbi sono anch'essi semplificati rispetto al greco antico;

### Differenze con il dialetto reggino e l'italiano
Questo è un passo della fiaba tradizionale grecanica "L'asino e il lupo":
(Lingua italiana)

L'asino e il lupo
Un mattino un asino pascolava beato in un prato d'erba tenera su un piano tra due montagne. Nelle vicinanze scorreva un ruscello, producendo un allegro mormorio con la sua acqua fresca e limpida.
(Dialetto reggino)

U sceccu e u lupu
Na matina, nu sceccu si pasciva cuntentu 'ntà nu pratu r'erba frisca 'nta nu chianu ammenzu a ddu muntagni. 'Dà vicinu scurrìva nu ruscellu chi faciva n'allegru mormoriu ca so acqua frisca e pulita.
(Variante del reggino parlata nella Locride)

U ciucciu e u lupu
Nu jornu, i matina, nu ciucciu pascìa cuntentu erba frisca ammenzu ddu' muntagni. Ja' ntê vicinanzi ndavìa nu vajuni chi scindendu, mandava na musica duci câ poca acqua sua frisca e pulita.
(Grecanico)

To gadaro ce o liko
Mia mera, àsce purrì, èna gadàro evòscinne xarapimèno, xòrto xlorò sce èna mmàli mèsa sta vunà. Ecì kondà ixe ena rrìaci pu trèxonda èsteddhe mia mùsika glicì me to lìgo nerò frisko ce catharò.

## Diffusione

### Distribuzione geografica

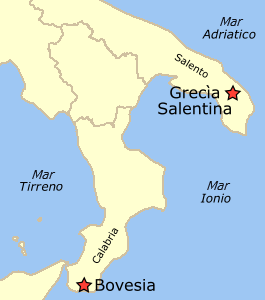
Mappa che mostra le aree del Grecanico (la Vallata della Amendolèa) e del Greco Salentino (il Salento).

Oggi il Grecanico viene parlato solo a Gallicianò, Condofuri, Roghudi, Chorìo di Roghudi, Bova e Bova Marina, e nel capoluogo Reggio dove, nei quartieri San Giorgio Extra e Rione Modena, vi sono minoranze ellenofone.
Il numero degli interessati all'uso di tale idioma ammonta a circa 60 persone per lo più anziane, più circa una trentina di parlanti nella città di Reggio tra i quartieri  Ciccarello, Modena, Arangea, San Giorgio Extra e Sbarre e un altro ridotto numero di roghudesi a Melito di Porto Salvo, a seguito dell'immigrazione da Roghudi e da Chorìo dopo le alluvioni del 1971 e del 1972.
Il numero di 100 si riferisce comunque a persone che comprendono l'idioma, ma tra queste, nonostante gli sforzi di tutela delle associazioni culturali sono appena una settantina quelle al di sopra dei 70 anni.

### Lingua ufficiale
In seguito all'approvazione della legge sulle Minoranze Linguistiche ha cominciato ad essere attivo l'IRSSEC, Istituto Regionale Superiore di Studi Ellenocalabri, di cui fanno parte i rappresentanti delle Associazioni e dei Comuni grecanici, che sarà l'ente ufficialmente deputato alla cura e alla tutela del patrimonio elleno calabro.
Il comune di Bova Marina ha anche istituito un Osservatorio Permanente per la Lingua e Cultura dei Greci di Calabria che si occupa poco del monitoraggio, lo studio, la programmazione e l'organizzazione di attività volte alla salvaguardia della lingua e della tradizione greca della Calabria. L'ente è stato intitolato a Rohlfs e Karanastasis, due fra i maggiori studiosi di minoranze etniche e linguistiche calabresi.

### Attività di tutela
Il governo italiano ha approvato una legge di tutela e di salvaguardia, la 482/1999. Alcune Associazioni greche, come l'Associazione Internazionale degli Ellenofoni (SFEE), hanno stabilito relazioni con le Associazioni grecaniche e hanno invitato ufficialmente i grecanici a partecipare ai meeting che si tengono ogni due anni in Grecia. In realtà gli incontri non hanno avuto più seguito dopo il 1999.
La Regione Calabria ha accordato la tutela alle minoranze greche accanto a quelle albanesi ed occitane e ha promosso l'istruzione bilingue. Nel 1993 la stessa regione ha istituito un Istituto Regionale Superiore di Studi Ellenofoni, IRSSEC, a Bova Marina. Tuttavia l'attività formativa ha avuto inizio molto tardi e risente del problema del reclutamento di insegnanti di lingua per le attività didattiche. Lo stesso dichiarato bilinguismo è rimasto sostanzialmente sulla carta, senza radicarsi nell'amministrazione pubblica: ad esempio solo i comuni di Bova e di Bova Marina - nonché la frazione Gallicianò del comune di Condofuri - hanno cartelli stradali nelle due lingue.

#### Associazioni culturali
Grazie al filologo Rohlfs alcuni studenti universitari si erano associati per pubblicare un pamphlet intitolato La Ionica. Nel 1970 il gruppo si ricostituì come circolo culturale La Ionica e il pamphlet divenne un periodico dove pubblicare poesia e prosa sia in italiano che in grecanico. Lo stesso circolo ha stabilito contatti con gli ellenofoni della Grecìa Salentina per creare la UGIM (Unione dei Greci dell'Italia Meridionale) al fine di associarsi per la tutela del bilinguismo e per ottenere riconoscimenti basilari come, ad esempio, le indicazioni stradali in due lingue e degli spazi su radio locali.
Scomparsa La Ionica, si sono formate altre associazioni locali come:
- Zoí ce glossa (Vita e Lingua) a Reggio;
- Apodiafázzi (Rialbeggia) a Bova;
- Cinurio Cosmó (Nuovo Mondo), Jalò tu Vúa;
- Cumelca a Gallicianò e Roghudi;
- Odisseas
- Astro tu Notu (Stella del Sud) a Bova Marina;
- Astaki;
- Spixì ce Sòma (Anima e Corpo).

### I punti critici
L'abbandono progressivo della lingua è dovuto al fatto che essa è stata, e continua ad esserlo, indicata come dialetto e non lingua, subendo peraltro tutti i pregiudizi legati ad una tale associazione, soprattutto l'esser considerata una forma "bassa" di espressione, appannaggio di popolazioni rurali o pastorali e analfabete. La scarsezza di registri linguistici, inoltre, ne condiziona la sopravvivenza.
La lingua si è conservata finché la popolazione greca di Calabria è rimasta isolata sulle montagne dell'Aspromonte. Con il dilagare del fenomeno dell'emigrazione buona parte della popolazione ha lasciato la zona perdendo, col progredire delle generazioni, le forme espressive tipiche. Inoltre la scolarizzazione che incentiva l'uso di altre lingue, come l'italiano, anche nell'uso quotidiano, ha operato un livellamento linguistico, che ha contribuito al diradamento dei parlanti il grecanico.
Le attività di tutela, anche se riconosciute dagli organi amministrativi, sono di fatto bloccate. La legge promuove la presenza di ellenofoni nelle scuole e nelle università ma, come già detto, non vi sono, o sono rari, insegnanti o lettori con una conoscenza adeguata del grecanico da utilizzare per la didattica. L'attività di formazione è dovuta soprattutto all'iniziativa dei gruppi culturali a livello locale, con supporto finanziario di qualche comune.
Anche l'insegnamento nelle scuole non è stato condotto nella forma del bilinguismo, ma, negli anni scorsi, è stato offerto come corso opzionale parallelo alle attività scolastiche o come corso obbligatorio negli asili e nella scuola primaria, grazie ai fondi regionali e della Comunità Europea. Tali attività non sono state portate scientificamente e hanno comunque registrato uno scarso numero di adesioni.
Nelle scuole secondarie, dove, soprattutto nei licei, potrebbe invece essere utile, la situazione è ancora peggiore: l'insegnamento del grecanico è totalmente assente. Le associazioni culturali, da parte loro, organizzano attualmente soprattutto corsi per adulti.
Il grosso problema resta, comunque, la scarsa conoscenza della lingua da parte degli insegnanti a cui non viene richiesto il bilinguismo come condizione per l'abilitazione all'insegnamento. Qualche attività di formazione sugli stessi docenti viene fatta da qualche associazione culturale come Jalò tu Vúa, ma solo grazie a contributi della Comunità Europea. Quest'ultima associazione ha anche operato per creare una grammatica grecanica. Tuttavia cresce l'interesse, soprattutto tra i giovani, per il neogreco a discapito del grecanico locale.

## Letteratura
È importante mostrare la presenza di Calabresi nell'Umanesimo e nel Rinascimento. Infatti i grecisti in questo periodo venivano frequentemente dalla Calabria forse per la presenza di una forte influenza greca. Lo studio e la riscoperta del greco fu opera di due monaci del monastero di Seminara: Barlaam, vescovo di Gerace, e il suo discepolo, Leonzio Pilato. Leonzio Pilato, in particolare, è stato un grecofono nato vicino a Reggio Calabria, importante insegnante e traduttore del greco, coadiutore persino di Giovanni Boccaccio nelle traduzioni delle opere di Omero.
Alla fine degli anni settanta l'associazione Jalò tu Vúa ha formato un gruppo di studio per impostare degli standard metodologici per l'insegnamento del grecanico e per redigere una grammatica per le scuole. Quest'ultima è stata pubblicata nel 1979 dal comune di Bova, nella forma di un pamphlet dal titolo La Glossa di Bova. Per le edizioni Iiriti è stata pubblicata nel 2005 la Grammatica sintassi e lessico della lingua grecocalabra di Filippo Violi e, sempre dello stesso autore, un testo per i bambini e i neofiti dal titolo I Glòssa Dikìma jà ta pedìa.
Negli ultimi anni sono stati pubblicati interessanti strumenti didattici, soprattutto ad opera di due studiosi grecanici Filippo Violi e Filippo Condemi. Il Violi ha inoltre pubblicato l'unica letteratura esistente sui greci di Calabria. Altre pubblicazioni letterarie di Filippo Violi riguardano testi antologici e poetici in due volumi dal titolo I Nuovi Testi Neogreci di Calabria, alcuni testi lessicali come Lessico grecanico-italiano Italiano- grecanico, Lessici antropo-toponimici di Bova e Palizzi, di storia come Storia della Calabria Greca, calendari trilingui (italiano, grecanico e neogreco). Il grecanico, penalizzato negli anni passati dalla mancanza di registri letterari e di un uso più elevato della lingua, che per tanti secoli è rimasta a livello di espressione familiare o di uso comune tra contadini e pastori, è oggi in grado di vantare una vasta produzione letteraria: ad esempio tra le poesie note di uno dei poeti italiani contemporanei più significativi e premiati, Antonino Reitano, vi è “To spitimu (trad. La mia casa) scritta proprio in greco di Calabria. 

### Esempi
| Grecanico | Italiano |
| JA' CÌNO PU PAI LARGA Sce lìgo ene Christòjenna. An tin ecìni cardìa peratomèni sto Stavrò ti i poli mu èdike, drònni mia amètristi nostalgìa: thelo na condofèro sto chorìo-mu. Mia comèta sce sinertìmata mu perri larga ce canni lucìsi stes poddhè ore sce strata. Innà: i anglisìa tu chorìu-mu! Mbènno: canèna sceri pios imme i monocholìa mu pagònni! Ene mesanìfto: ston artàri jomàto sce lulùdia jènete o Christò, thamme Ecìno tu sinèrkete asc'emmèna. I spichì canni ena lirì; Esù catevènni an t'astèra ciòla jammèna, Ciùri. Su sinèrkete? Immo pedì ce èrkommo ode me tin mana-mu ja na fero Essèna ta lulùdia. | L'EMIGRANTE Tra poco sarà Natale. Dal quel cuore trafitto sulla croce che mi ha regalato la città, trasuda una nostalgia infinita: voglio tornare al mio paese. Una cometa di ricordi mi porta lontano e rischiara le tante ore di strada. ecco: la chiesa del mio paese! Entro: nessuno mi riconosce, la solitudine mi gela! È mezzanotte: sull'altare coperto di fiori nasce il Redentore, forse Lui si ricorderà di me!. l'anima traccia un arcobaleno; Tu scendi dalle stelle anche per me Signore. Ricordi? ero bambino e venivo qui con mia madre per portarti dei fiori. |

## Mezzi di comunicazione di massa
Due periodici pubblicati regolarmente dall'Associazione ODISSEAS in grecanico sono I Fonì Dikìma e I Fonì tu Richudìu.
Al momento, anche a causa della crisi che affligge il panorama delle radio private locali, non esistono stazioni radio in grecanico. Nel periodo tra il 1977 e il 1984, epoca del boom della radiofonia privata e locale, esistevano alcune emittenti, come Radio San Paolo a Reggio, Radio Antenna Don Bosco a Bova Marina e RTM a Melito di Porto Salvo, che trasmetteva programmi in questa lingua.

### Grammatiche
- Gerhard Rohlfs, Grammatica storica dei dialetti Italogreci, Monaco di Baviera, 1977;
- G.A. Crupi, La glossa di Bova, XXXI distretto scolastico della Calabria, Bova Marina (RC), 1979 e Associazione culturale Jonica, Roma, 1980;
- S. Scott, Grammatica elementare del greco di Calabria, 1979;
- V.G. Ferreri, L'idioma dei greci della Bovesìa, in F. Maspero, Esercizi di neogreco, Cisalpina goliardica, Milano, 1987;
- Filippo Condemi, Grammatica grecanica, Coop. Contezza, Reggio Calabria, 1987;
- Filippo Violi (con traduzione in neogreco di Costantino Nikas), La nuova grammatica e sintassi grecanica, Camera del Commercio Italiana per la Grecia, Atene;
- Filippo Violi Grammatica sintassi e lessico della lingua grecocalabra, Iiriti, Reggio Calabria, 2005;
- Anastasios Karanastasis, Grammatica degli idiomi greci del Sud Italia, formato WEB in italiano di Iannis Papageorgiadis: www.grecosuditalia.it;

### Letterature
- Filippo Violi, Storia degli studi e della letteratura popolare grecanica, C.S.E. Bova (RC), 1992
- Filippo Violi, La storia e la letteratura greca di Calabria. Autori e testi, Rexodes Magna Grecia, Reggio Calabria, 2001;

### Saggi Antologici
- Φωτεινή Καϊμάκη, EΛΛHNOΦΩΝH KAΛABPIA (από την αρχαιότητα και τo Bυζάντιο μέχρι σήμερα), Εκδόσεις ΜΙΛΗΤΟΣ, 2002;
- G. Rossi Taibbi - G.Caracausi, Testi neogreci di Calabria, Ist. Siciliano. di St. Bizantini e Neogreci, Palermo, 1959;
- S. Nucera, Agapao na graspo, Marra, Cosenza, 1987;
- B. Casile, Strafonghìa sto scotìdi, Quale Cultura-Jaca Book, Cosenza, 1991;
- Filippo Violi, Pèmmu, jatì?, Centro Studi Ellenofoni, Bova Marina (RC), 1995;
- Filippo Violi, To mavro drapàni, Iiriti ed. 2006, Reggio Calabria
- S. Nucera, Chimàrri, JacaBook, Cosenza, 1999;
- Filippo Violi, I nuovi testi neogreci di Calabria, vol. I-II, Iiriti ed. 2005, Reggio Calabria

### Racconti, tradizioni popolari, romanzi
- Rossi, Taibbi, Caracausi, Testi neogreci di Calabria, Istituto Siciliano di Studi Bizantini e Neoellenici, Palermo, 1959;
- G.A. Crupi, Cento favole esopiche, in La glossa di Bova, Jonica, Roma, 1980;
- Filippo Violi, Tradizioni popolari greco-calabre, Apodifàzzi, Reggio Calabria, 2001;
- Filippo Violi, Le radici della nostra cultura, C.S.E., Bova Marina (RC), 1991;
- S. Nucera, Chalònero, Qualecultura, Vibo Valentia, 1993;
- F. Violi, Demetra e Persefone: la palma di Bova, in Quaderni di Cultura Grecocalabra, IRSSEC, Bova Marina, 2004.
- Lucia Anita Nucera, I paesi grecofoni della provincia di Reggio Calabria, prefazione del prof. Pasquino Crupi, Kaleidon editrice, Associazione Culturale Astaki, 2006.
- I Greci di Calabria: la lingua, la storia, i paesi, i monumenti, le tradizioni e la musica del popolo grecofono dell'Amendolea, DVD a cura dell'Associazione Astaki.
- S. Monterosso, Dissiru l'antichi, alla fera di tanti paroli, Laruffa-Caravilla, Reggio Cal., 2011.

### Saggi storici
- P. Larizza, La Magna Grecia, Tip.del Senato, Loescher, Roma, 1929;
- A. Catanea - Alati, Le origini di Bova e del suo nome, Tip. "Italo-Orientale San Nilo", Grottaferrata, 1969;
- Antonio Piromalli, Inchiesta attuale sulle minoranze etniche e linguistiche in Calabria, Brenner, Cosenza, 1981;
- C. Longo, Un momento della lenta eutanasia della grecità calabrese, I.S.D. Roma, 1988;
- Filippo Violi, La grecità calabrese: origini e storia, Apodiafàzzi, Bova (RC), 1997 (in ristampa);
- Filippo Violi, Storia della Calabria Greca, Kaleidon, Reggio Calabria, 2006;

### Studi filologici, linguistici, antropologici
- Paolo Martino, L'isola grecanica dell'Aspromonte. Aspetti sociolinguistici, 1980. Risultati di un'inchiesta del 1977
- G. Morosi, I dialetti romaici del Mandamento di Bova, Archivio Glottol. Italiano, vol. IV, pp. 1–116
- Gerhard Rohlfs, Vocabolario etimologico della grecità dell'Italia Meridionale, Niemeyer, Halle, 1929;
- Gerhard Rohlfs, Lexicon graecanicum Italiae inferioris, Niemeyer, Tubingen, 1964;
- Gerhard Rohlfs, Scavi linguistici nella Magna Grecia, Niemeyer, Halle, 1933;
- Gerhard Rohlfs, Nuovi scavi linguistici nell'antica Magna Grecia, Istituto Siciliano di Studi Bizantini e Neoellenici, Palermo, 1972;
- Gerhard Rohlfs, Calabria e Salento. Saggi di storia linguistica. Studi e ricerche, Longo, Ravenna, 1980;
- Gerhard Rohlfs, Le origini della grecità in Calabria, Archivio Storico della Calabria e Lucania, 1933;
- G. Falcone, Il dialetto romaico della Bovesìa, Istituto Lombardo di Scienze e Lettere, Milano, 1973;
- G. Rossi Taibbi, Testi Neogreci di Calabria (in Prolegomeni), Istituto Siciliano di Studi Bizantini e Neoellenici, Palermo, 1959;
- M. Katsojannou, Sociolinguistique du grec et de la Grèce, in Plurilinguismes, n. 4, Revue d'Études et de Recherches en Planification Linguistique, Parigi, 1992, pp. 84–111;
- M. Katsojannou, Voix et conjugaison verbale en Gréco, G.R.E.D.I., Lacito, 1992, pp. 89–104;
- M. Katsojannou, L'expression du sujet explicitatif en langue Gréco: variation d'actance ou évolution typologique, EURASIE, Lacito, 1993/1994, pp. 127–139;
- Christina Petropoulou, Lingua e dialetto nella Grecìa calabrese: aspetti linguistici e culturali (PDF), su academia.edu, in A.S.C.L., a. LIX, Roma, 1992.
- Χρ. Πετροπούλου, "Τα ελληνικά της Καλαβρίας μεταξύ περιθωριοποίησης και επανεκτίμησης: προβλήματα και προοπτικές", Εθνολογία Vol.3, No.1, 1994, pp. 189-214.
- Χρ. Πετροπούλου 1995: “Γλώσσα και διάλεκτος στην ελληνόφωνη περιοχή της Καλαβρίας”, Γλώσσα, 35, p. 32-51.
- Χρ. Πετροπούλου, "Μνήμη, ταυτότητα, συγγένεια σ΄ ένα ελληνόφωνο χωριό της Καλαβρίας (Γκαλλιτσιανό), Διδακτορική διατριβή. Πανεπιστήμιο Θεσσαλονίκης 1997: http://search.lib.auth.gr/Record/248553
- Χρ. Πετροπούλου, "Η διδασκαλία της ελληνικής γλώσσας στην Καλαβρία: Μια κριτική προσέγγιση", Εικαστική Παιδεία, Ν.15, Σεπτέμβρης 1999, σσ.24-31.
- (EL) Christína Petropoúlou, Προοπτικές γλωσσικής παραγωγής και αναπαραγωγής των ελληνικών της Καλαβρίας (Κάτω Ιταλία), Κέντρο Ελληνικής Γλώσσας, 2007.
- (EL) Christína Petropoúlou, ΑΝΑΛΥΤΙΚΑ ΣΤΟΙΧΕΙΑ ΔΕΙΓΜΑΤΟΣ ΔΙΑΛΕΚΤΙΚΟΥ ΗΧΗΤΙΚΟΥ ΥΛΙΚΟΥ.
- Χριστίνα Πετροπούλου, Τα "Εγγόνια του Ομήρου".  Μνήμη Συγγένεια Ταυτότητα στο Γκαλλιτσιανό της Καλαβρίας. Πρόλογος: Antonino Colajanni. Εκδόσεις Επίκεντρο. Θεσσαλονίκη 2023.
- Morte di lingua e variazione lessicale nel greco di Calabria. Tre profili dalla bovesìa (PDF), Università degli Studi di Napoli Federico II – Dipartimento di Filologia moderna, 2008.
- F. Violi, Lessici antropo-toponimici di Bova e Palizzi, UTE-TEL-B, Bova Marina, 2002.
- F. Violi, Lessico Grecanico-Italiano-Grecanico, Apodiafàzzi, Reggio Calabria, 1997.
- A. Formica-P. Monteleone, La minoranza di lingua greca in Calabria. Percorsi, segni e disegni d'insularità, Quaderni IRRSAE Calabria, Catanzaro, 1996.
- A. Formica, Indagine sul campo nelle scuole della Bovesia, L'insegnamento della storia tra memoria locale e dimensione europea: il caso della minoranza grecofona nel Salento e nell'Aspromonte, Congedo editore, Galatina, 1996.
- P. Monteleone, L'area ellenofona in cifre: dal problema delle origini al quadro di una sconfitta?, L'insegnamento della storia tra memoria locale e dimensione europea: il caso della minoranza grecofona nel Salento e nell'Aspromonte, Congedo editore, Galatina, 1996.
- Anita Noémi Szabó, TRATTI LINGUISTICI IN COMUNE NEI DIALETTIITALOGRECI E ITALIANI DELL’ITALIA MERIDIONALECON PARTICOLARE RIGUARDO ALL’USO DELL’INFINITO (PDF), su verbum-analectaneolatina.hu. URL consultato il 15 dicembre 2019 (archiviato dall'url originale il 3 aprile 2016).